# Електротехнички факултет Универзитета у Београду
Електротехнички факултет (скраћено ЕТФ) је високошколска установа Универзитета у Београду. Основан је 26. августа 1948. године. Тренутни вршилац дужности декана је др Лазар Сарановац.
Прво универзитетско предавање из области електротехнике у Србији одржано је 1894. године. Професор Стеван Марковић је био први предавач и оснивач Електротехничке катедре Инжењерског одељења Велике школе у Београду. Марковић је 1898. основао и прву електротехничку лабораторију у Србији.
Помогао је организовању факултетске наставе у Нишу, Новом Саду, Чачку, Приштини и Подгорици, чиме је директно допринео даљем развоју електротехничких дисциплина и ван својих ужих факултетских граница. Кроз овај вид сарадње, а и на друге начине, пружана је истовремено и помоћ у подизању кадрова, који су постепено преузимали послове у настави на својим матичним факултетима.

## Историја
Архитекта Никола Несторовић је зграду пројектовао инспирисан факултетским зградама Минхена.
Професор Стеван Марковић је 1898. основао Електротехничку катедру Инжењерског одељења Велике школе у Београду, пошто је четири године раније почео са предавањима из области електротехнике.
У то време је основана и електроинжењерска лабораторија, а прве дипломе су додељене 1922. године, тада већ Универзитета у Београду.
Машински одсек Техничког факултета је 1935. године постао Машинско-електротехнички одсек.
Године 1948. је основан Електротехнички факултет, са смеровима Енергетика и Телекомуникације (касније преименован у Електронику и телекомуникације, са областима аутоматике и рачунарства).
Године 1955. је основан одсек Физичка електроника, касније преименован у Техничку физику, а 1987. године је основан засебан одсек Рачунарство и информатика.

## Декани
Декани овог факултета су били (непотпун списак):
- Александар Дамјановић (1954/55 и 1957/58),
- Драгиша Ивановић (1959—1962),
- Јован Сурутка (1962—1964 и 1969/70),
- Бранко Раковић (1964—1967),
- Димитрије Тјапкин (1975—1977),
- Јордан Поп Јорданов (1977—1979),[5]
- Петар Правица (1979—1983),
- Ђорђе Пауновић (1984—1990),
- Боривој Лазић (1991—2002),
- Влада Теодосић (1998),
- Бранко Ковачевић (до 2006. и поново 2012—2015),
- Миодраг Поповић (2007—2011),
- Зоран Јовановић (2015—2017),
- Мило Томашевић (2017—2022),
- Дејан Гвоздић (2022—2024)

## Руководећа тела Факултета
Руководство Електротехничког факултета чине декан и продекани.
Савет Факултета чине чланови наставног и ненаставног особља Факултета, представници студената и представници Владе Републике Србије, која је оснивач Факултета.
Научно-истраживачким радом и наставом руководи Научно-наставно веће Факултета. Њега чине сви професори, доценти и асистенти Факултета.

## Алумни
- Ненад Богдановић
- Петар В. Кокотовић
- Мирослав Крстић
- Михајло Д. Месаровић
- Јасмина Вујић
- Рајко Томовић
- Дејан Поповић